# Педивиљијано
Педивиљијано (итал. Pedivigliano) је насеље у Италији у округу Козенца, региону Калабрија.
Према процени из 2011. у насељу је живело 432 становника. Насеље се налази на надморској висини од 597 м.

## Становништво
Према резултатима пописа становништва 2011. у општини је живело 878 становника.
| 1931. | 1936. | 1951. | 1961. | 1971. | 1981. | 1991. | 2001. | 2011. |
| ----- | ----- | ----- | ----- | ----- | ----- | ----- | ----- | ----- |
| 1.672 | 1.645 | 1.865 | 1.666 | 1.334 | 1.126 | 1.871 | 983   | 878   |